# トゥーリア (ディスコ)
トゥーリア (TURIA) は1987年（昭和62年）5月8日に、東京都港区六本木7-13-7に開店していた高級ディスコである。レイトンハウスの名称でレーシングチームの運営やアパレルを展開する丸晶興産が経営した。
「トゥリア」はギリシャ語の「3」である。

## 概要
総床面積392平米、収容人数約800人で、当時の高級ディスコブームの代表的存在であった。
空間プロデューサーの山本コテツがアレンジし、映画『ブレードランナー』で美術コンセプトを担当したシド・ミードが内装を手掛け、近未来の惑星に故障して不時着した宇宙船をコンセプトに、宇宙船を模した照明装置を天井から懸下した。店舗は未完成のまま開店して徐々に「改修」を重ね、3年後の三井不動産主体による六本木周辺の不動産再開発の完了に合わせて「完成」したところで閉店する計画だった。
1988年（昭和63年）1月5日に、吹き抜けの2階天井から懸垂した照明装置が落下し、死亡者3名、負傷者14名が発生して開店から半年あまりで閉店した。
建物は警察による現場検証の終了後すぐに解体され、跡地はパチンコ店を経てクラブなど様々に変遷した。店の軒先に現在も慰霊碑代わりの地蔵がある 。